# Gerhard Dietrich
Gerhard Dietrich (n. 12 mai 1942, Brandenburg an der Havel, Statul Liber Prusia⁠(d), Germania – d. 9 martie 2024) a fost un gimnast artistic ce a reprezentat Republica Democrată Germană, medaliat olimpic. A participat la o ediție a Jocurilor Olimpice (1968) în care a câștigat o medalie de bronz.

## Participări
Lista de mai jos prezintă principalele competiții la care a participat Gerhard Dietrich de-a lungul carierei.
- gymnastics at the 1968 Summer Olympics – men's artistic team all-around[*]